# Kornlansmossa
Kornlansmossa (Didymodon maschalogenus) är en bladmossart. Kornlansmossa ingår i släktet lansmossor, och familjen Pottiaceae. Arten har ej påträffats i Sverige.